# 近接信管

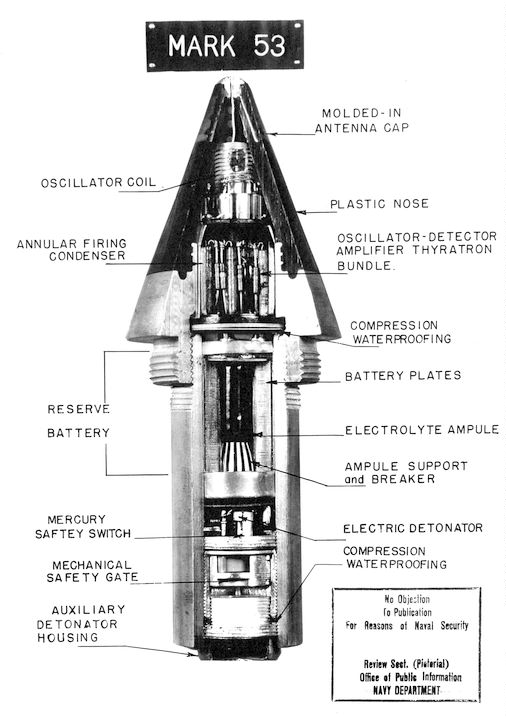
VT信管の構造（MARK53型信管）

近接信管（きんせつしんかん 英語: Proximity fuze）は、砲弾が目標物に命中しなくとも一定の近傍範囲内に達すれば起爆できる信管をいう。太平洋戦争期間中にアメリカ海軍の艦対空砲弾頭信管に採用され、命中率を飛躍的に向上させる効果が確認されたことにより注目された。目標検知方式は電波式以外に光学式、音響式、磁気検知式が開発され、魚雷等の信管にも応用されている。
最大の長所は目標に直撃しなくてもその近くで爆発することにより、砲弾を炸裂させ目標物に対しダメージを与えることができる点にある。二番目の長所は砲身の摩耗、装薬ロットのバラツキ、気温や気圧、降雨の影響による砲弾の初速や弾道バラツキに影響されないで信管が作動する点にある。時限信管は砲弾側のバラツキに対しては対応できない。三番目の長所は時限の設定作業が不要になる事で発射速度の向上に寄与した。これは従来の攻撃機よりも高速、短時間で接近する特攻機に有効であった。
現在の正式な呼称は "Proximity fuze"。太平洋戦争当時のアメリカ軍の情報秘匿通称から取って「VT信管」(Variable-Time fuze) とも呼ばれることがある。略意については、「兵器局VセクションのT計画で開発された信管」との説もある。またこの信管を「マジック・ヒューズ」と呼称していたこともある。

## 歴史
電波を使用して命中率を高めようとする概念はアメリカ合衆国特許第 1,757,288号にあるように1920年代から既に試みられていた。
軍艦の高角砲の砲弾に近接信管のついたものを使用することによって、それまでの時限式の信管の砲弾に比べて数倍の防空能力を得ることができた。
ジョンズ・ホプキンス大学応用物理学研究所のマール・トューヴ博士主導のもと、アメリカ海軍が協力し1942年1月に試作品が完成した。1943年1月、ガダルカナル島の近くで行動中の軽巡洋艦「ヘレナ」が九九式艦上爆撃機を撃墜したのがVT信管による最初の戦果である。マリアナ沖海戦でも使用され、日本海軍の艦載機に大きな損害を与えた。
マリアナ沖海戦で日本海軍が一方的敗北をした理由の1つとして、この近接信管により日本機が多数撃墜されたからかのような説が散見されるが、実際には優秀なレーダー網と航空管制による効果的な迎撃と航空機の性能差などのため、日本機は艦隊上空に到達する以前に大半が撃墜されてしまっており、対空砲火で撃墜された割合は被撃墜378機のうち19機と少ない。またマリアナ沖海戦時点では近接信管の大量な製造が間に合っておらず、アメリカ艦隊が発射した全高角砲弾のうち近接信管弾が占める割合は20%程度であった。
従来の信管は時限式で、目標の高度や速度などから予測される接触未来位置までの到達時間をあらかじめセットして発射し、一定時間後に爆発させる仕組みだった。最初期の近接信管は、目標から反射してきた電波（VHF）により信管内の発振回路が影響を受ける現象を利用しており、敵機が弾丸の15m以内を通るだけで爆発した。この信管によって、以前よりも命中率が大きく向上したとされる（英語版en:Proximity fuzeでは7倍となっている）。
実戦配備にまでは至らなかったものの、ドイツと日本でも近接信管を備えた対空兵器の研究はされていた。

## 構造
高周波発振機がアンテナに接続されており、そこから放出された電波が速度差を持った金属物体に反射するとドップラー効果により周波数が変移した電波が戻ってきて、発振機のなかで混ざり合った周波数の差がビートとして検出される。これを増幅し出力が一定以上になるとサイラトロンが導通し、雷管に通電して起爆する。開発当初は真空管を用いており、発射の衝撃に耐えられるように樹脂などで周囲を固めると共に、中の部品にも特別なものを使っていた。そのためVTはVacuum tube（真空管）のことだと説明されていることもある。VT信管が出現する前は、対空砲弾は目標敵機周辺で砲弾が炸裂するよう距離にあわせて時限信管を使っていたが、時間設定精度が悪いうえ距離も刻々変わるため、目標の遥か手前や遥か後方で炸裂することも多く、タイミングの調定が大変困難だった。
使用周波数は70MHz帯であった。サブミニチュア真空管3本の回路である。
- 1本は発信器兼ドップラー効果の検波器。
- 1本はCRの高域濾波器（検出パターンの補正。作動の時間遅れと弾片の散布パターンの補正）。
- 1本はサイラトロン（熱陰極格子制御放電管）で、ドップラーの検出レベルがある値になると放電して起爆装置を起動し、発火する。

使用弾の種類に応じて感度を調節するため、サイラトロンのバイアス回路中に可変抵抗器(AVC回路)があった。AVC回路は以下のノイズから信管を保護した。
- 海面反射のノイズ。開発初期段階で海面に向けて低い角度で発射した場合に海面反射波と目標反射波の区別が付かない事が計算され、初期のMark32信管にて1942年秋には悪影響が実証された。1943年にAVC回路の設計が開始されて海面ノイズ影響を低減させる事に成功した。
- 降雨のノイズ。降雨中のテストで信管が正常に稼働しないことが1943年後期に確認された。雨の多いパナマにて対策テストを行った結果AVC回路が降雨に対しても有効である事が判明した。

地上での対空砲火にてVT信管が目標を検知せずに地上に落下して不発弾となった場合、敵に信管を回収される可能性が有る。そこで砲弾が一定のスピンをした後に自爆する回路も採用された。低空飛行するV1ロケットを迎撃する際は低い角度で発射した砲弾が設定のスピン数に達する前に地面に落下する問題が見つかり急遽設定を調整した信管を米本土から緊急空輸した。
弾の発射直後に近接信管が発射母体自身を検知して炸裂する自傷事故を防ぐため、近接信管に組み込まれる安全装置には、次のものがある。
- 高射砲弾に装着するものはガラスアンプルに入った電解液が発射の衝撃で割れて数分程度の電池が作動する。また遠心力にて通電する水銀スイッチも導入された。
- 爆弾またはロケット弾用は、プロペラ駆動の発電機が作動する。プロペラがある回数回転したのちに近接信管が起爆回路に接続される。

ロケットの全長約2mは70MHzの電波の約半波長であり、ダブレットアンテナを構成する。
現代の近接信管は半導体の使用により、真空管時代より飛躍的に信頼性が高まった。また、目標物との感応距離を様々に設定できるタイプもある。

## 地上砲撃への応用
地上砲撃においての榴弾砲弾の作動原理は、砲弾内の炸薬爆発によって破裂する砲弾金属破片が周囲数十mに高速飛散することで殺傷効果を及ぼすというものだが、在来の着発信管（命中衝撃で炸薬に点火するもの）榴弾は砲弾断片が着弾地表面から半球状に飛散するため、塹壕（地面に掘った溝型陣地）内の敵兵に対する殺傷効果が激減するという欠点があった。
近接信管を装着した榴弾砲弾は高度50m程で地表面を検知して空中炸裂するために、塹壕内の敵兵にも頭上から弾片を注いで高い殺傷効果を発揮する。これを曳火射撃といい、用語としては火道式時限信管の時代から使われているものである。この技術は化学兵器を充填した榴弾砲弾を最適高度で破裂させて化学兵器を散布するのにも応用される。
近接信管が秘密兵器だった時代には、敵に不発弾の信管を回収される危険があったため、対地攻撃での使用は避けられていた。初めて実戦で使用されたのは、バルジの戦いにおいてであった。ドイツ軍捕虜は新兵器を地磁気に反応する「磁気信管」と呼んでいた。
日本軍は終戦までアメリカ軍が近接信管を実用化したことには気が付かなかった。

## その他
同時期日本に対して使用された原子爆弾のリトルボーイやファットマンにも、近接信管の一種である電波高度計による起爆装置が実装されており、実際にそれで起爆した。
検知原理は当時のものと異なるが、近くを通過するだけで爆発するというコンセプトは、目標に直撃しなくても爆散する破片だけで相手に損害を与えられるため、現在でも砲弾だけでなく対空ミサイルにも使用されている。成形炸薬弾の一種で複数の電気信管を備えたり、弾体の回転位置を検出して最適のタイミングで指向性爆薬を起爆する事により、99式空対空誘導弾のように破片が目標の方向へ飛ぶように指向性をもって爆発するものや、R-77などのように電波ではなくレーザーの反射光を用いるものも開発されている。
多数の電子部品を組み込んだVT信管を大量生産するので品質管理は重要であった。1945年7月頃に信管が作動しない不良ロット問題が発覚した。海軍は全ての艦艇の信管を空輸してでも別ロット品に交換する事を決めた。不良の原因は発火用コンデンサーの封止材が高温多湿の船倉で劣化した為であった。さらに部品ロットを遡ると特定の工場から納品されたコンデンサーに目星がついた。封止材で作業者の手がかぶれたので無断で別素材に変更していた事が判明してからはコンデンサーは毎ロットを高温多湿の加速試験にかけることになった。

### レーザー近接信管
レーザーを照射して反射したレーザー光を検出して起爆する。ステルス機のような電波を吸収したり特定の方向へ反射するような機体に対しても効果がある。

## 近接信管を扱った作品

### 映像作品
- ドキュメンタリー『ドキュメント太平洋戦争』シリーズ 第3回 『エレクトロニクスが戦を制す～マリアナ・サイパン～』（NHK）